# دولنو پراهووو
دولنو پراهووو (به بلغاری: Dolno Prahovo) یک منطقه‌ی مسکونی در بلغارستان است که در شهرستان آردینو واقع شده‌است.
 دولنو پراهووو ۲٫۲۲۲۳ کیلومتر مربع مساحت و ۱۲۵ نفر جمعیت دارد.